# First Weapon Drawn
First Weapon Drawn è il quarto album del gruppo hip hop statunitense Czarface, pubblicato nel 2017.
| Recensione | Giudizio |
| ---------- | -------- |
| HipHopDX   | [ 2 ]    |

## Tracce
1. Czarface Theme – 2:18
2. First Weapon Drawn – 1:55
3. Czartusi – 2:12
4. For the Title – 2:22
5. Kick it up a Notch – 3:12
6. A Falling Czar – 3:05
7. Funky Premonition – 1:24
8. Squared Portal – 3:27
9. This Fight Ain't Scripted – 3:10
10. Godspeed Soldier – 2:08
11. Something Once Human – 1:51
12. What the Problem Is – 2:01
13. Death of a Comrad – 1:42
14. Night Of/Mourning After – 3:09

## Classifiche
| Classifica (2017)     | Posizione massima |
| --------------------- | ----------------- |
| US Independent Albums | 44                |